# Komańcza (plaats)
Komańcza is een dorp in de Poolse woiwodschap Subkarpaten. De plaats maakt deel uit van de gemeente Komańcza en telt 880 inwoners.

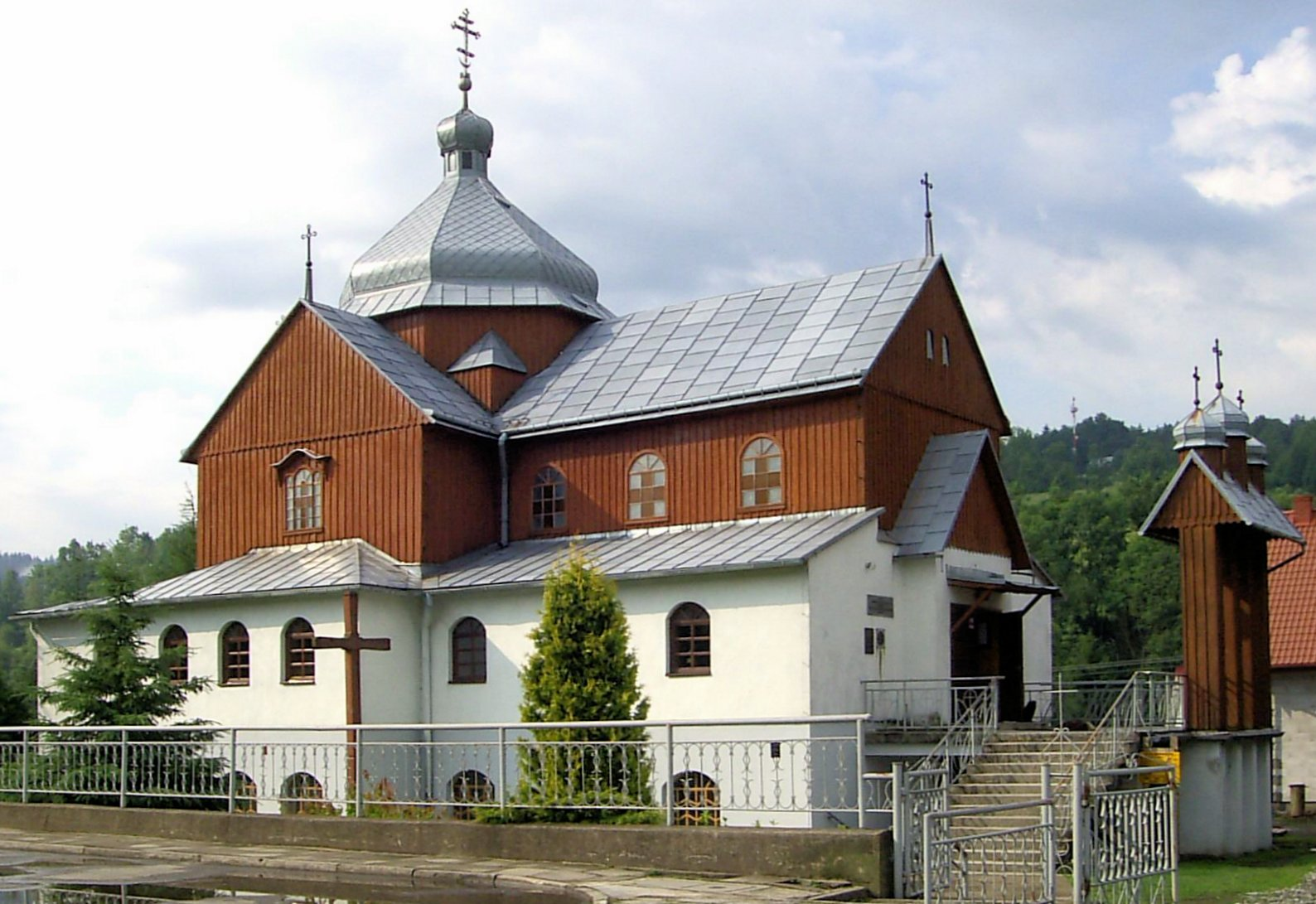
Roetheens-katholieke Kerk van Komańcza